# Foro di Nerva
Il Foro di Nerva o Foro Transitorio è uno dei cinque fori imperiali di Roma, il penultimo ad essere edificato prima del Foro di Traiano.

## Storia

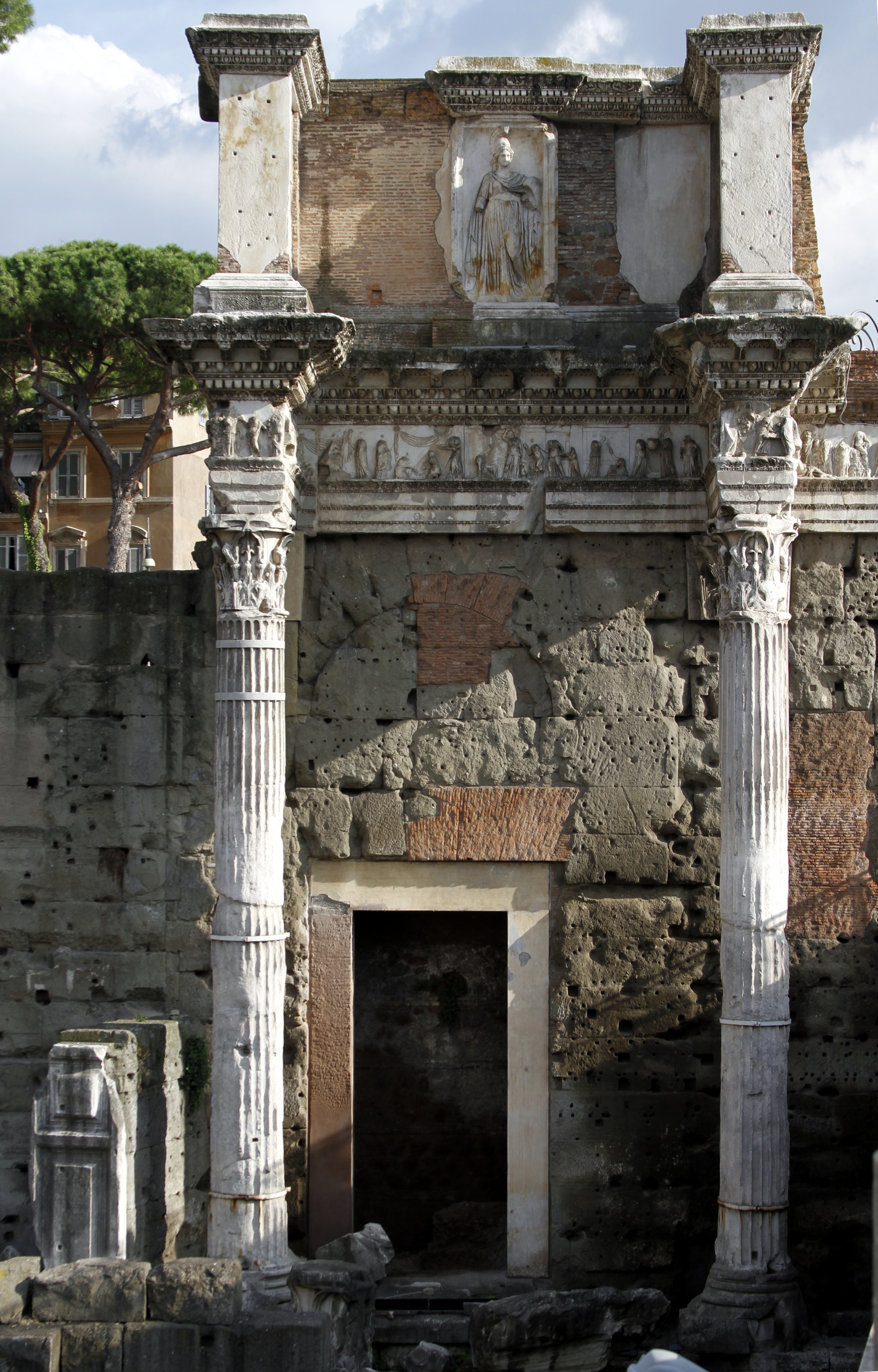
Le "Colonnacce" del Foro di Nerva: due colonne aggettanti attigue ad una porzione del muro perimetrale del foro.

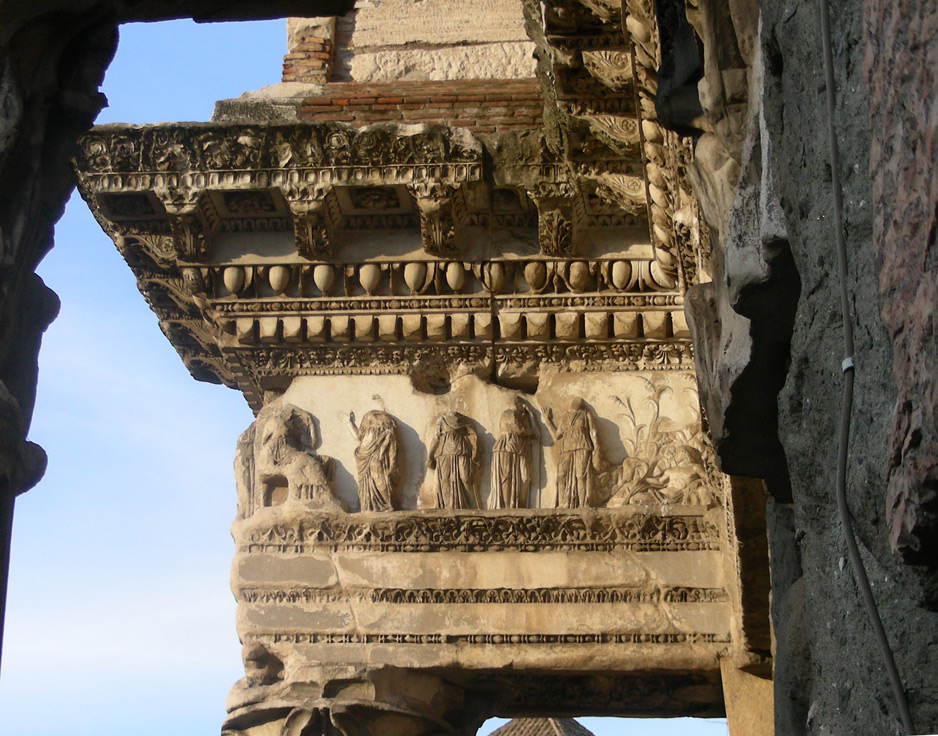
Fianco del tratto sporgente della trabeazione delle "Colonnacce"

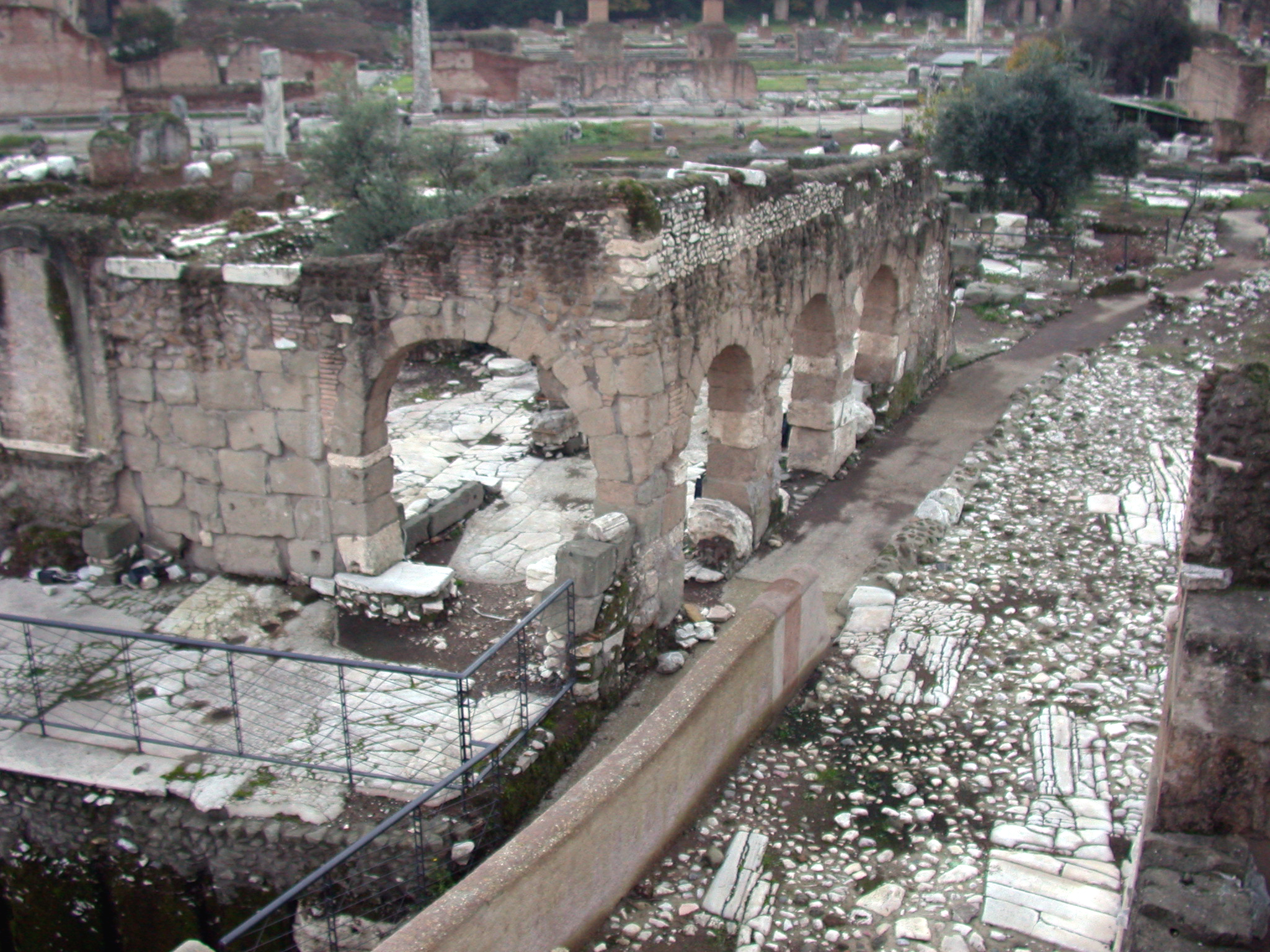
Foro di Nerva, abitazione aristocratica del IX secolo con portico verso la strada antistante, questa impiantata sulla originaria pavimentazione marmorea del foro.

Il complesso venne costruito dall'imperatore Domiziano.
Da una citazione di Marziale si deduce che doveva essere già stato ideato negli anni 85-86, ma insieme al tempio di Minerva che vi sorgeva, fu inaugurato ufficialmente nel tardo 97, dopo l'assassinio di Domiziano, dal suo successore Nerva, dal quale riprese il suo nome ufficiale. Nelle fonti è spesso ricordato anche con il nome di "Transitorio", che si riferisce alla sua funzione di passaggio tra la Suburra ed il Foro Romano, svolta in precedenza dalla via dell'Argileto, di cui occupò un tratto, ma anche alla funzione di raccordo, che venne ad assumere grazie alla sua posizione topografica, tra i fori imperiali precedenti (di Augusto e di Cesare), il complesso del foro della Pace ed il Foro Romano.
La pianta del complesso fu condizionata dallo spazio disponibile tra i complessi preesistenti: la piazza è di forma stretta ed allungata, con colonne aggettanti che decorano i muri perimetrali in sostituzione dei consueti portici. Il tempio di Minerva ne dominava l'estremità nord-orientale e alle spalle di questo si trova la "porticus absidata", un monumentale ingresso a pianta semicircolare creato alle spalle del tempio per l'accesso dalla Suburra.
L'area era stata in precedenza occupata dal macellum (mercato alimentare) di epoca repubblicana, distrutto nell'incendio del 64, e da strutture abitative. Vi sono state inoltre rinvenute, precedenti al quartiere repubblicano, due tombe ad incinerazione datate al IX-VIII secolo a.C.
Secondo le fonti antiche, l'imperatore Alessandro Severo avrebbe collocato nel foro statue colossali degli imperatori precedenti divinizzati, di cui non resta traccia.
In epoca post-antica il complesso venne abbandonato: ai lati di un nuovo percorso che riprese l'antico Argileto, nel IX secolo si insediarono sull'area della piazza una serie di strutture abitative private e di carattere aristocratico, di cui restano due edifici a due piani, quello inferiore in blocchi di tufo ricavati dal muro perimetrale del foro. Le case vennero abbandonate nel XII secolo, quando nell'area si ebbe un notevole rialzamento del terreno.
Il tempio, parzialmente occupato da strutture abitative, rimase in piedi fino alla sua demolizione agli inizi del XVII secolo ad opera di papa Paolo V.
L'estremità orientale del complesso venne scavata tra il 1926 e il 1940, in occasione dello scoprimento dei fori imperiali per l'apertura di via dell'Impero (via dei Fori Imperiali). Saggi minori in corrispondenza dell'angolo sud-ovest, presso la Curia furono effettuati nel 1952 (Pierre Grimal, in parte ripresi da Nino Lamboglia negli anni sessanta). Nel 1995 furono avviati nuovi scavi all'estremità occidentale, a contatto con il Foro romano, estesi poi nel 1998-2000 a tutto il settore da questo lato di via dei Fori Imperiali.

## Descrizione

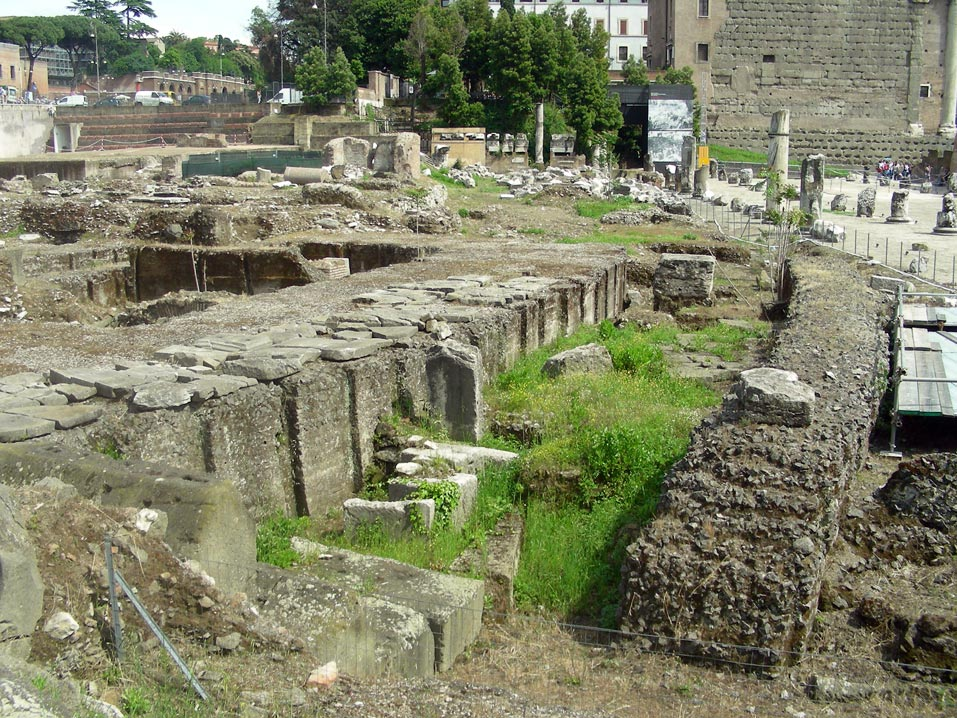
Le fondazioni dell'estremità meridionale della piazza del foro

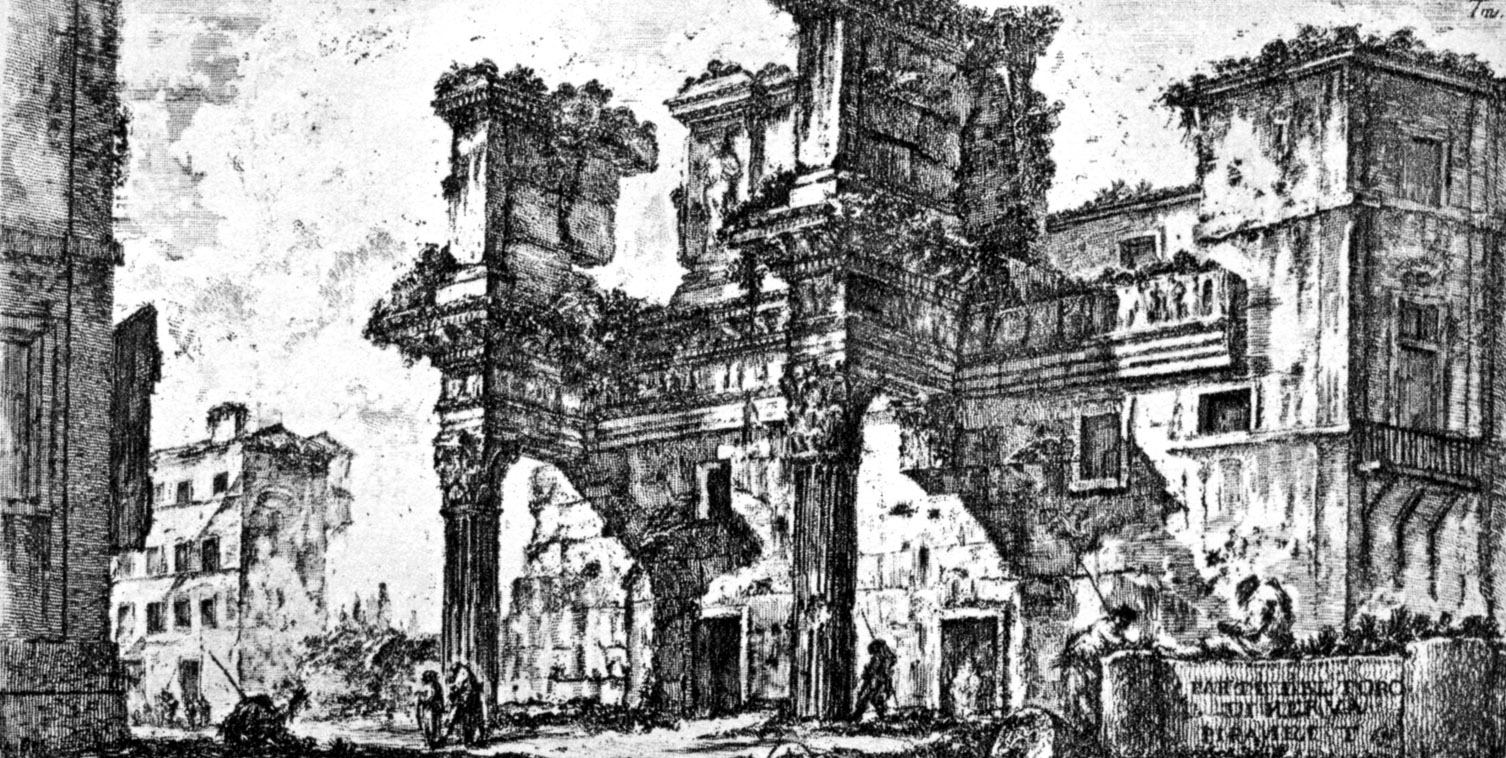
Le "Colonnacce" emergenti dal terreno non ancora scavato in un'incisione di Piranesi

La pianta del Foro di Nerva fu condizionata dallo spazio disponibile tra i complessi precedenti: la piazza ebbe una pianta stretta e allungata (120 x 45 m). Lo spazio ristretto non permise la costruzione dei portici laterali: i muri perimetrali, in blocchi di peperino rivestiti da lastre di marmo, furono invece decorati da un ordine di colonne aggettanti, collocate cioè a brevissima distanza dal muro di fondo, che sorreggevano una trabeazione sporgente. Il fregio reca la raffigurazione del mito di Aracne e altre scene di incerta interpretazione, comunque da ricondurre alla figura di Minerva. Al di sopra delle colonne segue lo stesso andamento spezzato della trabeazione un attico decorato con rilievi che raffigurano probabilmente le personificazioni delle province romane e che doveva essere coronato da statue in bronzo.
All'estremità la piazza era dominata, come di consuetudine, da un tempio, dedicato a Minerva, una divinità particolarmente venerata da Domiziano. Il tempio sporgeva sulla piazza con il solo pronao, mentre i lati della cella erano nascosti da due tratti di muro: quello a sinistra del tempio, verso nord, mascherava la sporgenza dell'esedra del Foro di Augusto, a cui il tempio si addossava, mentre in quello a destra, verso sud, era aperto un passaggio per una sala trapezoidale coperta che occupava lo spazio a fianco del tempio, dalla quale si accedeva alla "porticus absidata", un monumentale ingresso a pianta semicircolare creato alle spalle del tempio per l'accesso dalla Suburra.
Il lato breve opposto al tempio, a ridosso della basilica Emilia nel Foro Romano, aveva pianta curvilinea; gli scavi condotti nella zona hanno evidenziato la presenza di una fondazione per una struttura monumentale, che fu tuttavia eliminata già in corso di costruzione ed è coperta dalla pavimentazione della piazza: in passato era stato ipotizzato che potesse trattarsi del tempio di Giano, che le fonti collocano all'inizio dell'Argileto, ma l'ipotesi è stata in seguito abbandonata. Su questo lato doveva esistere un ingresso monumentale dal Foro Romano, forse identificabile con l'Arcus Nervae citato in alcune fonti medioevali. Un'altra ipotesi vedrebbe invece qui il primo sito dove si volle erigere il tempio che poi, forse in seguito a problemi strutturali, fu eretto sul lato opposto della piazza.
Oggi sono visibili solo due porzioni del foro, separate da via dei Fori Imperiali: quella che parte alle spalle della basilica Emilia fino all'incirca al centro della piazza, e l'estremità occidentale, con il podio del tempio, tagliato in corrispondenza del pronao sporgente dal recinto moderno, e le fondazioni della porticus absidata: in questa parte si conservano inoltre, un tratto del muro perimetrale e due delle colonne aggettanti con la loro trabeazione e il relativo attico, note con il soprannome di "Colonnacce".